# Miriclytus
Miriclytus is een kevergeslacht uit de familie van de boktorren (Cerambycidae). De wetenschappelijke naam van het geslacht werd voor het eerst geldig gepubliceerd in 2011 door Martins & Galileo.

## Soorten
Miriclytus omvat de volgende soorten:
- Miriclytus miri (Galileo & Martins, 2007)
- Miriclytus quadrifasciatus (Chevrolat, 1862)
- Miriclytus triangularis Martins & Galileo, 2011